# Königsberg in Bayern

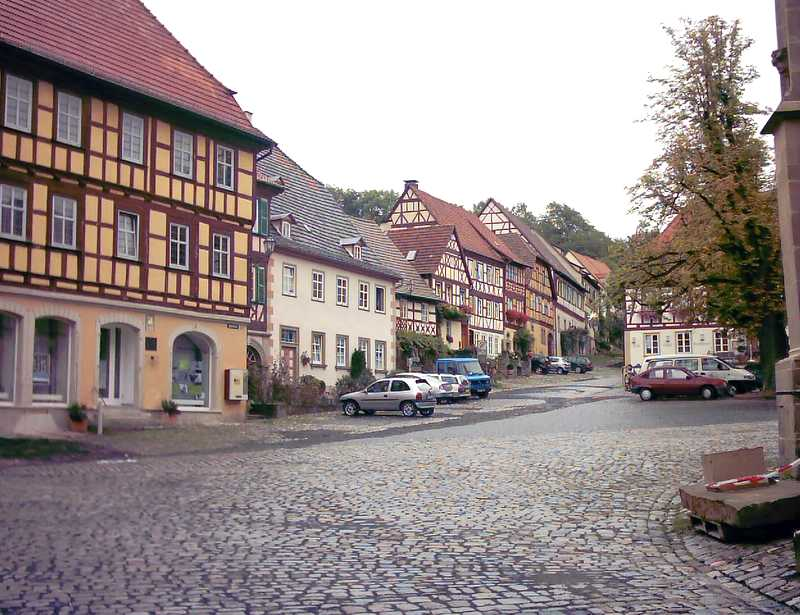
Plaza del Mercado y Plaza de la Sal.

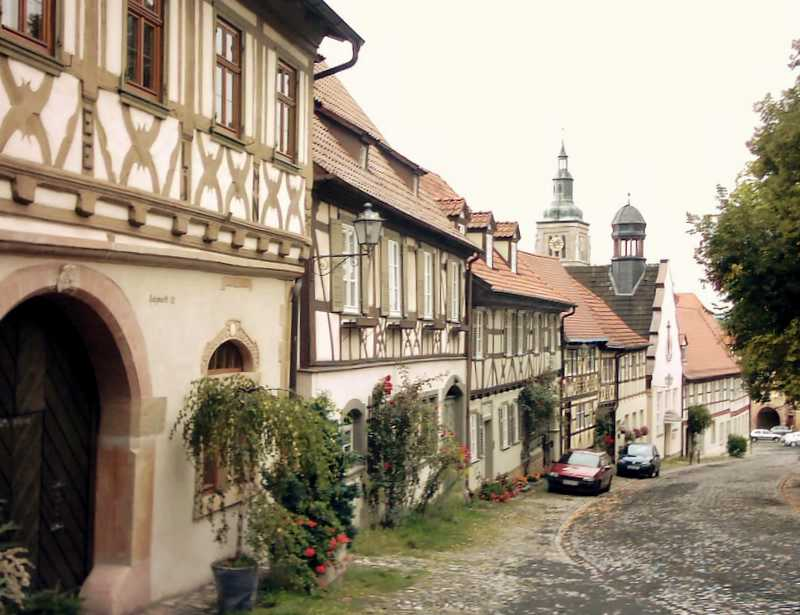
Hilera de casas en la Plaza de la Sal.

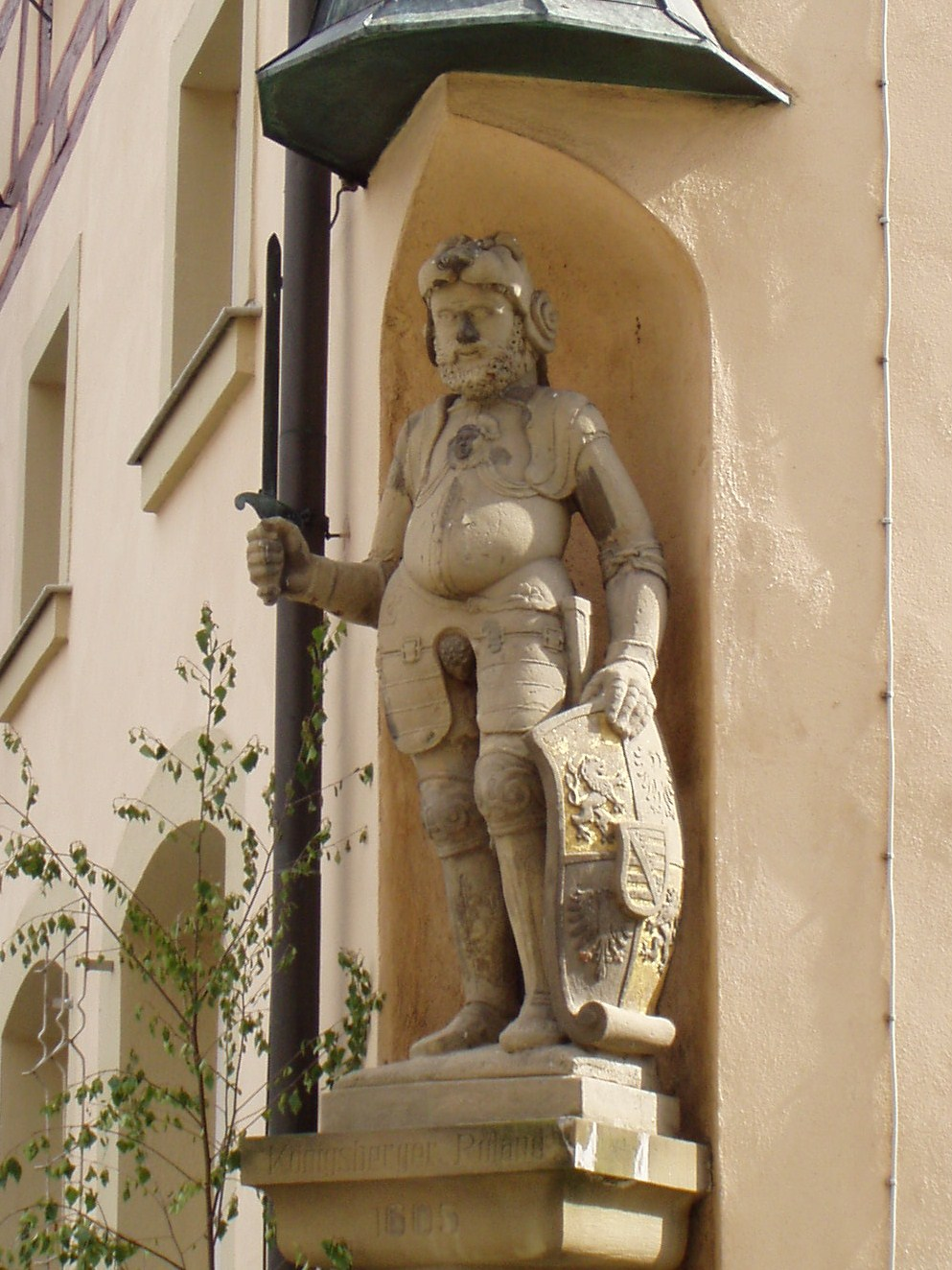
Estatua de Roland, 1605.

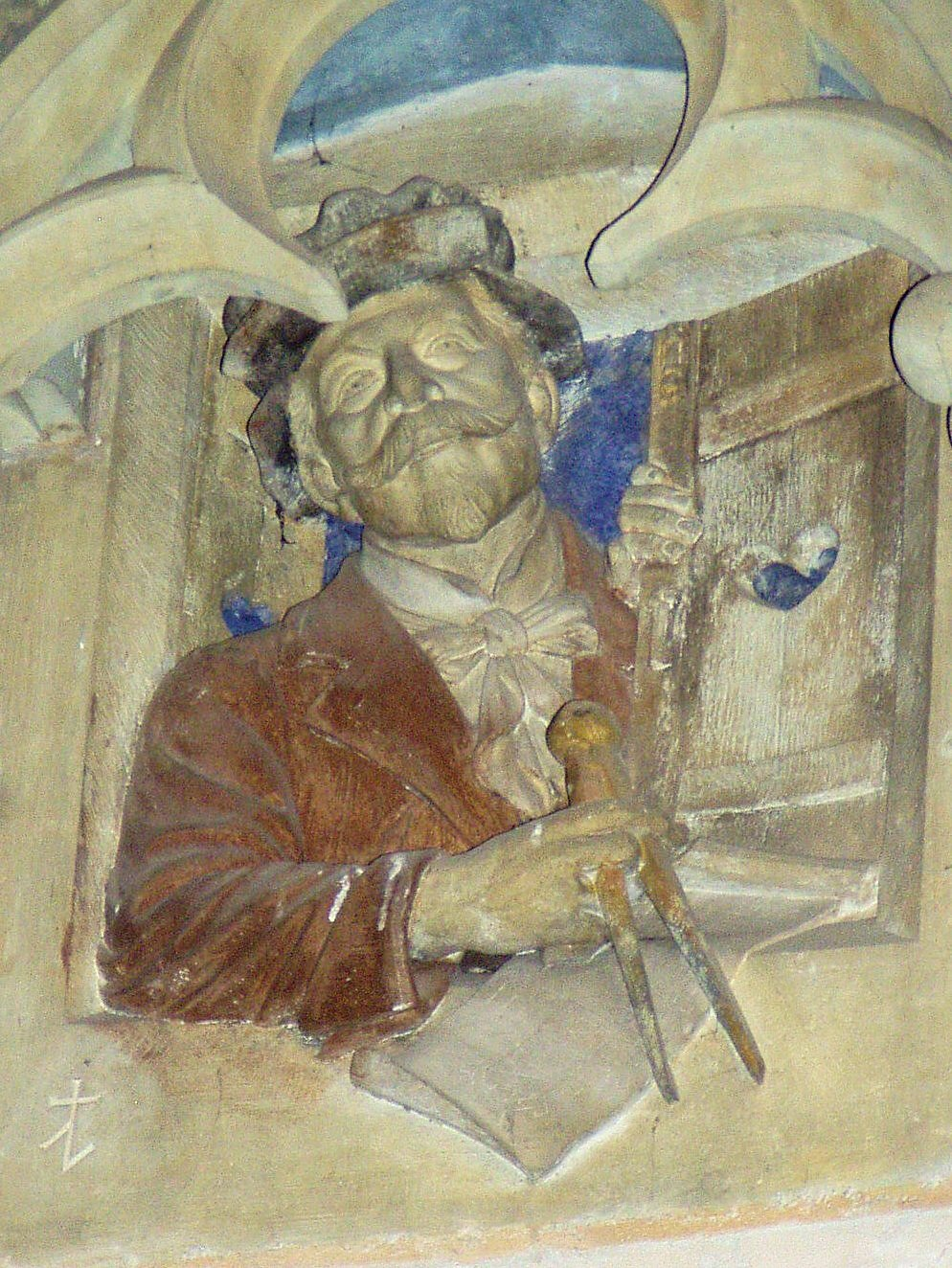
Autorretrato del constructor de la Iglesia de Santa María.

Königsberg in Bayern (oficialmente Königsberg i.Bay.) es una ciudad en la comarca franca Haßberge en Baviera, situada entre Coburgo y Schweinfurt.

## Geografía

### Posición geográfica
La parte septentrional se encuentra cerca de la frontera de Turingia. 

### Estructura de la ciudad
Los barrios son: Königsberg in Bayern con 1.664 habitantes, Altershausen con 285, Bühl con 22, Dörflis con 132, Hellingen con 315, Hofstetten con 142, Holzhausen con 300, Junkersdorf con 134, Köslau con 93, Kottenbrunn con 52, Römershofen con 247 y Unfinden con 310 habitantes.
(Datos del 1 de enero de 2009)

### Altershausen
El pequeño pueblo de Altershausen posee alrededor de 290 habitantes, está situado a tres kilómetros de Königsberg y es uno de los doce barrios de esta ciudad.
Está situado en la región de Meno-Rhön, incluido en un plan regional para fortalecer de manera duradera su infraestructura con el fin de mejorar las condiciones de vida y de trabajo.
El rápido cambio de la estructura agraria también ha llegado a este pueblo, situado en el límite sur del Haßbergetrauf, originariamente marcado sobre todo por una economía agraria. A pesar de las condiciones propicias para el cultivo, solamente uno de los 17 negocios agrarios es considerado como profesión primaria. Además, quedan pocos agricultores que ejerzan esta profesión como secundaria, mientras que la ganadería es escasa o nula.

#### Historia
Altershausen perteneció hasta 1918 al exclave Königsberg del ducado de Sajonia-Coburgo-Gotha. Muchas de las asociaciones que subsisten aún hoy, como la MGV Concordia de 1865, se fundaron en esta época. La fabricación de cerveza, la producción de carbón y la agricultura caracterizaban entonces al pueblo. También había un monasterio. En el pueblo se encuentra la Moritzkirche (Iglesia de San Mauricio), de la parroquia evangélica luterana. Además posee una escuela propia, fondas y una fábrica de ladrillos que son símbolo de su antigua grandeza. Forma parte de Baviera desde 1920, y hasta los años setenta fue un municipio independiente junto con Sechsthal en la comarca de Hofheim en Baja Franconia, pero luego pasó a formar parte de Königsberg, en la comarca de Haβberge.

### Hofstetten
La pequeña localidad, con alrededor de 140 habitantes, se encuentra a medio camino entre Ebern y Haβfurt. Hofstetten es un típico Straβendorf (un pueblo compuesto por una calle principal y que apenas tiene calles secundarias), anteriormente llamado en lenguaje coloquial Neudorf (pueblo nuevo). El centro del pueblo es la antigua escuela, que fue convertida en local de reuniones. Antiguamente la economía agraria caracterizaba a Hofstetten, pero ahora solamente hay dos agricultores, que ejercen aparte una profesión primaria. Las asociaciones locales más importantes son: la orquesta de instrumentos de viento de Hofstetten, que celebró su cuadragésimo aniversario del 15 al 17 de julio de 2005, y los voluntarios del cuerpo de bomberos de Hofstetten. Este pueblo pertenece a la comunidad religiosa de Jesserndorf/Unterpreppach. Santa Ana es la patrona del pueblo.

## Historia
Königsberg fue fundado en 1180 por el duque Ulrich de Carintia. A lo largo de la historia, la ciudad fue pasando de un noble a otro como prenda o herencia unas 60 veces. Durante la Reforma Protestante, la ciudad se hizo luterana. Esto fue, entre otras cosas, favorecido por Balthasar Düring, quien al parecer había conocido a Martín Lutero en el Monasterio de la Orden de San Agustín de Königsberg. Durante la Reforma, el monasterio se disolvió, al igual que la noble congregación “von der Agelblume” (de la flor de aquilegia), fundada por Kunigunde Truchseβ. 
En 1683 la ciudad pasó al ducado de Sajonia-Hildburghausen y, con la reorganización de los ducados ernestinos hasta finales de la monarquía, el pueblo formó parte del ducado de Sajonia-Coburgo-Gotha. En 1858 se separó la administración de justicia. Königsberg tenía su propia constitución (magistrale Verfassung) y, en marzo de 1892, al construirse el tramo ferroviario entre Haßfurt y Hofheim, la ciudad quedó conectada a la red ferroviaria. Después de un referéndum en 1919, el estado libre de Coburg se unió al de Baviera el 1 de junio de 1920. Así, la ciudad de Königsberg in Franken y el distrito administrativo de Königsberg llegaron a ser parte de Baviera.

## Política

### Alcalde
Erich Stubenrauch (Unión de Candidatos Independientes) es el alcalde. En 2008, fue reelegido con el 90,53% de los votos. No había candidatos de la oposición en las elecciones.

### Concejo Municipal
El consejo municipal de Königsberg i. Bay. se compone de 16 miembros (sin contar al alcalde).
|      | CSU | SPD | Unión de Candidatos Independientes | FDP/ Candidatos Independientes | en total   |
| 2008 | 7   | 4   | 5                                  | -                              | 16 escaños |

|      | CSU | SPD | Unión de Candidatos Independientes | FDP/ Candidatos Independientes | en total   |
| 2002 | 5   | 4   | 5                                  | 2                              | 16 escaños |

## Monumentos arquitectónicos
Königsberg es famoso por sus casas de paredes entramadas en el casco histórico. La Plaza de la Sal, en el centro de la ciudad, sigue siendo un conjunto extraordinariamente completo de casas de paredes entramadas y ha sido declarada monumento nacional.
En este barrio se encuentran un monumento en honor a Regiomontanus, el “Tillyhaus”, el Ayuntamiento y, en este, una estatua de Roland.
La Iglesia de Santa María (Marienkirche), de estilo gótico clásico, fue construida entre 1397 y 1432 y, mientras que Königsberg fue destruido en la Guerra de los Treinta Años, ésta quedó incólume. Es considerada una de las Hallenkirche (iglesias típicas del gótico alemán que tienen las tres naves a la misma altura) más vistosas de Franconia y alberga una copia del relieve de La Última Cena de la Kreuzkirche de Dresde, obra del escultor Heinrich Epler, nacido en Königsberg.
- Ayuntamiento
- Iglesia de Santa María
- Plaza del Mercado
- Plaza de la Sal
- Iglesia de San José
- Steinwegsanlage (jardines adoquinados)
- Iglesia del Campo Santo
- Jardines del Monasterio (Monasterio de la Orden de San Agustín, Königsberg)
- Lápida conmemorativa en honor a Milbes
- Fábrica de cerveza
- Castillo

### Empresas residentes
- Regiolux GmbH
- Fränkische Rohrwerke
- Lichtwerk GmbH

## Personajes

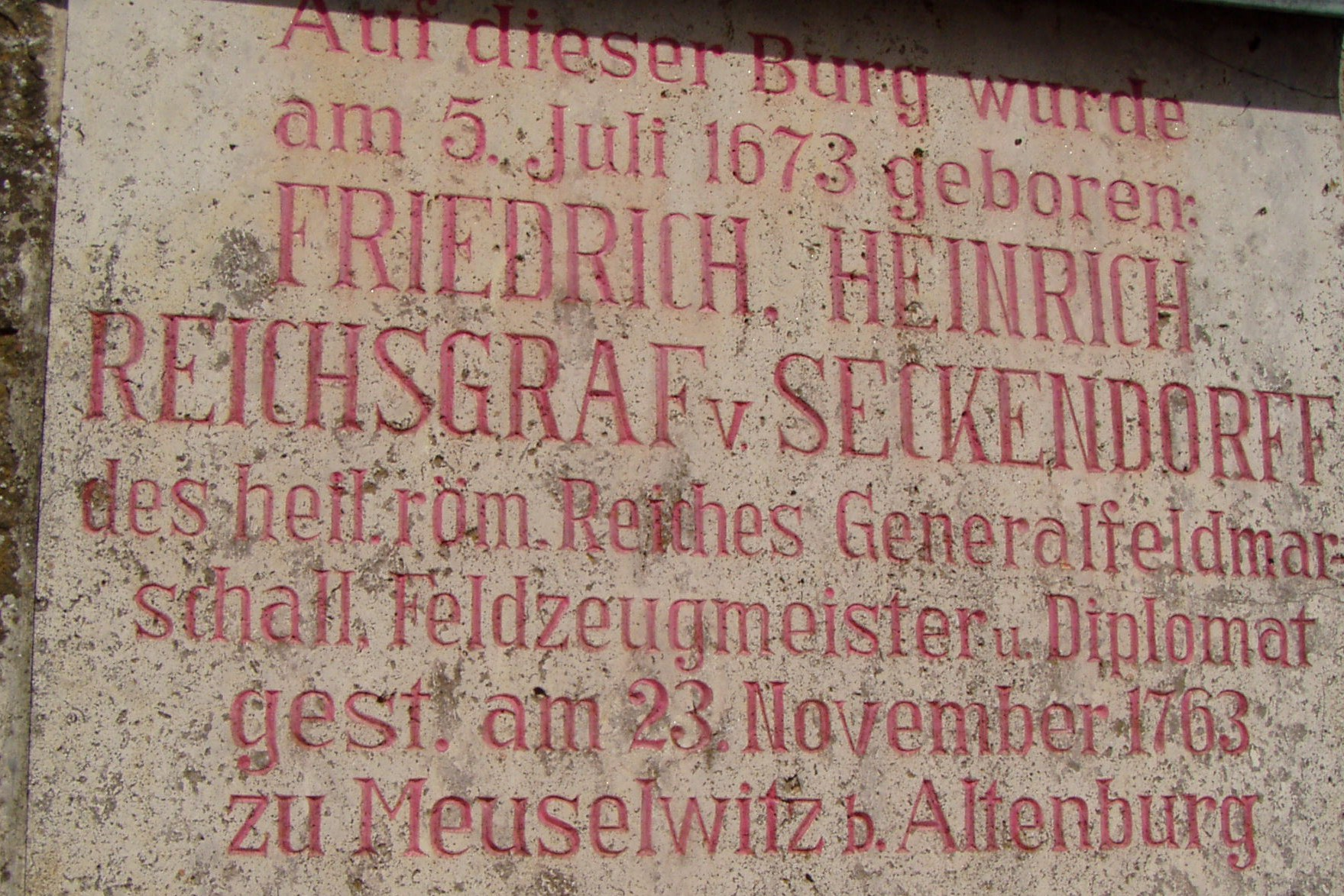
Placa conmemorativa en el castillo en honor al mariscal de campo von Seckendorff.

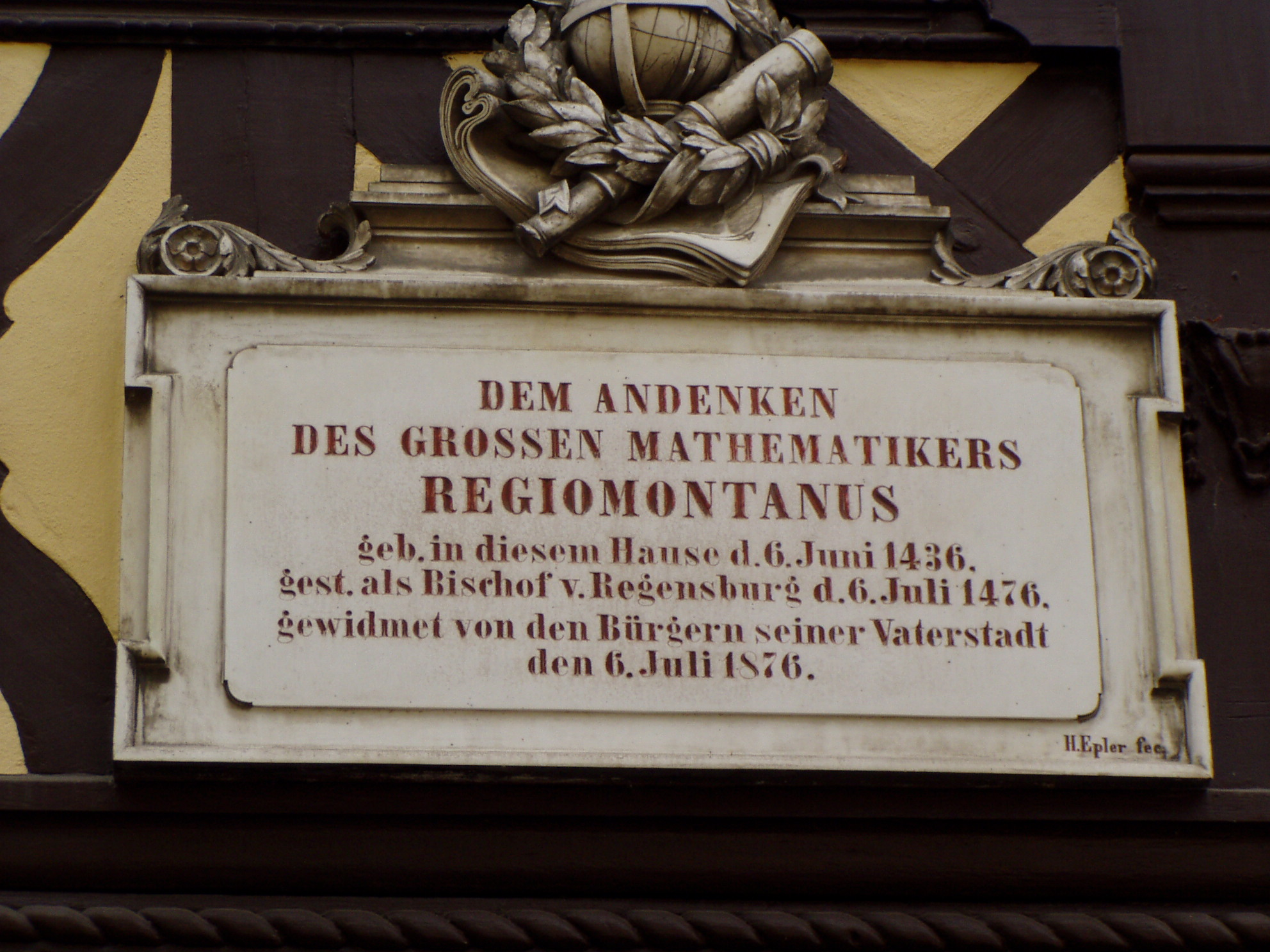
Placa conmemorativa en honor a Regiomontanus en su casa natal.

### Ciudadanos ilustres
- El ciudadano más famoso es el matemático y astrónomo Johannes Müller (6 de junio de 1436 - 6 de julio de 1476), quien adoptó como sobrenombre la forma latina de Königsberger (habitante de Königsberg): Regiomontanus.
- Johannes Marcellus, (1510 - 25 de diciembre de 1552), filólogo y poeta, también se llamó Regiomontanus por su ciudad de origen.
- El reformador Balthasar Düring.
- El mariscal imperial de campo y diplomático Friedrich Heinrich von Seckendorff.
- El compositor Wolfgang Carl Briegel.
- El escultor y profesor de la Academia de Bellas Artes de Dresde Heinrich Epler.